# Axel Sandberg (jurist)
Axel Vilhelm Sandberg, född den 27 mars 1911 i Göteborg, död där den 30 augusti 1973, var en svensk ämbetsman.
Sandberg avlade studentexamen 1930, reservofficersexamen 1932 och juris kandidatexamen vid Uppsala universitet 1935. Han genomförde tingstjänstgöring i Sunnervikens domsaga 1935-1938. Sandberg blev extra länsnotarie i Göteborgs och Bohus län 1938, länsassessor av andra klassen där 1947 och länsassessor i Kalmar län 1953. Han var förste länsassessor i Göteborgs och Bohus län 1964–1971 samt länsråd och landshövdingens ställföreträdare där från 1971 till sin död. Sandberg blev riddare av Nordstjärneorden 1967. Han vilar på Örgryte nya kyrkogård.